# Оксим ацетона
Оксим ацетона (ацетоноксим) — органическое вещество, производное ацетона и гидроксиламина.

## Получение
Препаративный метод получения заключается в конденсации ацетона и гидроксиламина. Очистка проводится перекристаллизацией из петролейного эфира или гексана либо сублимацией.

## Строение и физические свойства
Оксим ацетона растворим в основных органических растворителях.

## Химические свойства

### Образование эфиров
При обработке основанием (например, гидридом натрия, карбонатом калия или гидроксидом натрия) и затем алкилгалогенидом оксим ацетона хорошо образует простые эфиры. Анион оксима ацетона также присоединяется к акрилатам по реакции Михаэля.
{\displaystyle {\mathsf {Me_{2}C\!\!=\!\!NOH{\xrightarrow[{}]{\text{1. NaH; 2. RX}}}Me_{2}C\!\!=\!\!NOR}}}
Оксим ацетона также можно ацилировать ацилгалогенидами с образованием соответствующих сложных эфиров. Те же сложные эфиры можно получить напрямую из оксима ацетона и карбоновой кислоты в присутствии карбодиимидных конденсирующих реагентов (EDC, ДЦК). Описаны также ферментативные процессы получения сложных эфиров оксима ацетона.

### Алкилирование по метильной группе
При обработке двумя эквивалентами сильного основания, например бутиллитием, оксим ацетона превращается в дианион, который при взаимодействии с алкилгалогенидами и эпоксидами алкилируется по атому углерода. После первого алкилирования продукт можно ещё раз обработать основанием и провести алкилирование вторым электрофилом по тому же атому.

### Циклизации и циклоприсоединения
Оксим ацетона применяется для синтеза изоксазолов. Для этого дианион этого соединения вводят в реакцию с амидами, сложными эфирами, α,β-непредельными и активированными кетонами, что даёт β-гидрокси- и β-кетооксимы, которые можно в кислой среде циклизовать в изоксазолы.
Также оксим ацетона вступает в реакцию с электронодефицитными алкенами в реакцию Михаэля и последующую реакцию 1,3-диполярного циклоприсоединения. На первой стадии алкен алкилирует оксим по атому азота, образуя соответствующий нитрон, который далее реагирует со вторым эквивалентом алкена, давая изоксазолидин.